# GDR Textáfrica
El GDR Textáfrica es un equipo de fútbol de Mozambique que juega en la Moçambola 2, la primera división de fútbol en el país.

## Historia
Fue fundado en el año 1928 en la ciudad de Vila Pery con el nombre SC Vila Pery, aunque en 1957 el club fue refundado como Textáfrica de Vila Pery.
El club durante la época colonial ganó el título de la Moçambola en 3 ocasiones, y en el año 1975 cambió su nombre por el actual luego de que la ciudad de Vila Pery pasara a llamarse Chimoio. fue el primer campeón de la Moçambola en 1976 como Mozambique como país independiente.

## Palmarés
- Moçambola: 4

1969, 1971, 1973, 1976

## Jugadores

### Jugadores destacados
- Denis Kalala
- Joca
- Ernest Ugwuanyi
- Daniel Million[4]

## Entrenadores

### Entrenadores destacados
- Alex Alves (2009)
- Fabio Costas (2017)